# UFO học
UFO học (tiếng Anh: Ufology) là nghiên cứu các báo cáo, hồ sơ trực quan, bằng chứng vật lý và các hiện tượng khác liên quan đến vật thể bay không xác định (gọi tắt là UFO). Báo cáo UFO từng là chủ đề để chính phủ, nhóm chuyên gia độc lập và các nhà khoa học điều tra trong suốt nhiều năm qua. Tuy vậy, UFO học, với vị thế là một lĩnh vực nghiên cứu khoa học, lại bị giới học giả hiện đại từ chối và bị nhìn nhận là ví dụ điển hình của giả khoa học.

## Từ nguyên học
Thuật ngữ này xuất phát từ chữ UFO, được phát âm là từ viết tắt, và hậu tố -logy, bắt nguồn từ tiếng Hy Lạp cổ đại λογία (logiā). Diện mạo đầu tiên của thuật ngữ này trong in ấn có thể được tìm thấy trong bài viết "Giới thiệu về UFO học" của Ivan T. Sanderson, được tìm thấy trong tạp chí Fantastic Universe số tháng 2 năm 1957 (tập 7, kỳ 2), nhích lại gần với lời biện minh trực tiếp: "Những gì chúng ta cần, trên thực tế, là sự thành lập ngay lập tức của một ngành khoa học mới đáng kính có tên gọi UFO học."  
Cách sử dụng sơ khai khác của từ này là trong một bài phát biểu năm 1958 được đưa ra tại lễ khai trương Trung tâm Liên Hành tinh (The Planetary Center), một tổ chức nghiên cứu UFO nằm gần Detroit, Michigan. Cách sử dụng nguyên thủy khác nữa, theo cuốn từ điển Oxford English Dictionary, một trong những tài liệu đầu tiên sử dụng từ ngữ ufology có thể được tìm thấy trong tờ báo Times Literary Supplement từ ngày 23 tháng 1 năm 1959, trong đó nó viết, "Các bài báo, báo cáo và nghiên cứu quan liêu đều viết về vị khách thăm viếng bối rối này đã tạo thành từ 'ufology'." Bài viết này được in tám năm sau khi Edward J. Ruppelt của Không quân Mỹ (USAF) đặt ra từ UFO vào năm 1951.

## Bối cảnh lịch sử

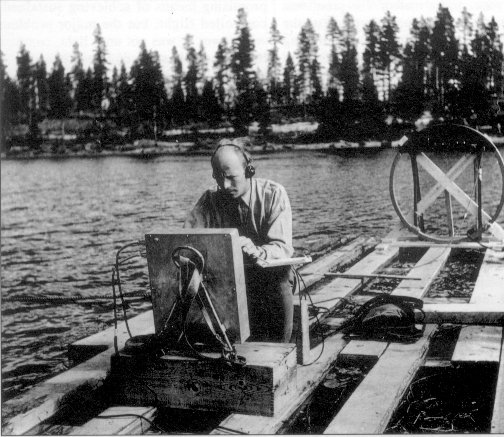
Một sĩ quan Không quân Thụy Điển tìm kiếm một "tên lửa ma" ở Hồ Kölmjärv, Norrland, Thụy Điển, vào tháng 7 năm 1946.

Thần thoại UFO hiện đại có ba nguồn gốc có thể theo dõi được: những "phi thuyền bí ẩn" vào cuối thế kỷ 19 được đăng trên các tờ báo ở miền Tây nước Mỹ, "foo fighter" được các phi công Đồng Minh trong Thế chiến II báo cáo và sự kiện Kenneth Arnold nhìn thấy "đĩa bay" ở gần núi Rainier, Washington vào ngày 24 tháng 6 năm 1947. Những báo cáo UFO giữa "Làn sóng Phi thuyền To lớn" và vụ chứng kiến của Arnold bị giới hạn về số lượng so với thời kỳ hậu chiến: các trường hợp đáng chú ý bao gồm các báo cáo về "phi công ma" ở châu Âu và Bắc Mỹ trong thập niên 1930 và nhiều báo cáo về "tên lửa ma" ở Scandinavia (chủ yếu là Thuỵ Điển) từ tháng 5 đến tháng 12 năm 1946. Sự cường điệu của giới truyền thông vào cuối thập niên 1940 và đầu thập niên 1950 sau vụ chứng kiến của Arnold đã mang khái niệm về đĩa bay đến với công chúng.
Khi mối bận tâm của công chúng về UFO lớn dần lên, cùng với số vụ chứng kiến được báo cáo, quân đội Mỹ đã bắt đầu chú ý đến hiện tượng này. Sự bùng nổ UFO của thời kỳ hậu chiến đầu tiên trùng với sự leo thang của chiến tranh Lạnh và chiến tranh Triều Tiên. Quân đội Mỹ sợ rằng máy bay bí mật của Liên Xô, có khả năng được phát triển từ loại công nghệ của Đức Quốc xã, đứng đằng sau những vụ việc được báo cáo. Nếu đúng, con tàu gây ra những vụ chứng kiến như vậy rất quan trọng đối với an ninh quốc gia và cần điều tra có hệ thống. Tuy nhiên, vào năm 1952, mối quan tâm của chính phủ Mỹ về UFO bắt đầu mờ nhạt khi các dự án Sign và Grudge của USAF, cùng với Ban Robertson của CIA đều đưa ra kết luận rằng các báo cáo UFO không thể hiện mối đe dọa trực tiếp nào tới an ninh quốc gia. Nghiên cứu chính thức của chính phủ về UFO kết thúc với việc công bố bản báo cáo của Ủy ban Condon vào năm 1969, kết luận rằng công việc nghiên cứu về UFO trong 21 năm trước đã đạt được rất ít tiến triển, nếu có, và nghiên cứu sâu rộng hơn về các vụ chứng kiến UFO không có lý do xác đáng. Nó cũng khuyến cáo việc hủy bỏ đơn vị đặc biệt Dự án Blue Book của USAF.
Khi chính phủ Mỹ chấm dứt chính thức việc nghiên cứu hiện tượng UFO, điều này cũng đúng với hầu hết các chính phủ trên thế giới. Một ngoại lệ đáng chú ý là Pháp, nước vẫn duy trì GEIPAN, trước đây được gọi là GEPAN (1977–1988) và SEPRA (1988–2004), một đơn vị trực thuộc Cơ quan Vũ trụ Pháp CNES. Trong thời kỳ chiến tranh Lạnh, chính phủ Anh, Canada, Đan Mạch, Ý, và Thụy Điển đều thu thập các báo cáo về hiện tượng UFO. Bộ Quốc phòng Anh đã ngừng chấp nhận bất kỳ báo cáo mới nào vào năm 2010.

## Vị thế như một lĩnh vực nghiên cứu
UFO học nhìn chung đều không được giới học giả chấp nhận như một lĩnh vực nghiên cứu khoa học, dù ngay cả UFO, vào cuối thập niên 1940 và đầu thập niên 1950, đã trở thành chủ đề của các nghiên cứu khoa học quy mô lớn. Việc thiếu sự chấp nhận của giới học giả như một lĩnh vực nghiên cứu có nghĩa là mọi người có thể tuyên bố mình là "nhà nghiên cứu UFO", mà không có sự đồng thuận khoa học và trong nhiều trường hợp bình duyệt, có hình dạng và ảnh hưởng đến mô hình khoa học. Ngay cả trong những nỗ lực nghiên cứu UFO theo chiều hướng khoa học, thu thập dữ liệu thường được thực hiện bởi các nhà điều tra nghiệp dư.
Các nhà khoa học chính thống nổi tiếng thể hiện sự quan tâm về hiện tượng UFO bao gồm nhà vật lí Stanford Peter A. Sturrock, nhà thiên văn học J. Allen Hynek, nhà khoa học máy tính và nhà thiên văn học Jacques F. Vallée, và nhà khí tượng học của Đại học Arizona James E. McDonald.

### Trong vai trò là giả khoa học
UFO học được các nhà phê bình khoa học mô tả đặc điểm một phần hoặc tổng thể giả khoa học, một đặc tính mà nhiều nhà nghiên cứu UFO từ chối. Giả khoa học là một thuật ngữ phân loại các nghiên cứu được cho là minh họa các phương pháp và nguyên tắc của khoa học, nhưng không tuân thủ một phương pháp khoa học phù hợp, thiếu bằng chứng hỗ trợ, độ tin cậy, sự xuyên tạc, hoặc thiếu vị thế khoa học.
Gregory Feist, một học giả tâm lý học, đề xuất rằng UFO học có thể được phân loại như là một giả khoa học bởi vì các tín đồ của nó tuyên bố nó là khoa học trong khi cộng đồng khoa học phủ nhận điều đó, và bởi vì lĩnh vực này thiếu một sự tiến bộ khoa học tích lũy; UFO học dựa theo quan điểm của ông chưa có tiến triển gì từ thập niên 1950. Rachel Cooper, một triết gia khoa học và y học, nói rằng vấn đề cơ bản trong khoa học không phải là thiếu phương pháp khoa học, như nhiều nhà nghiên cứu UFO đã nỗ lực để đáp ứng các tiêu chuẩn về tính chấp nhận khoa học, mà thực tế là các giả định mà nghiên cứu thường dựa trên đó được coi là mang tính suy đoán cao độ.
Stanton T. Friedman xem xét thái độ chung của giới học giả chính thống như kiêu ngạo và tùy tiện, hoặc bị ràng buộc vào một thế giới quan cứng nhắc mà không cho phép bất kỳ bằng chứng nào trái ngược với các quan niệm trước đó. Denzler nói rằng sự sợ hãi bị chế nhạo và đánh mất địa vị đã ngăn cản các nhà khoa học công khai theo đuổi sự quan tâm đến UFO. J. Allen Hynek còn bình luận như sau, "Sự nhạo báng không phải là một phần của phương pháp khoa học và mọi người không nên được dạy về nó." Hynek nói về việc các nhà thiên văn học bác bỏ các bản báo cáo UFO thường xuyên vì cho rằng giới phê bình biết rất ít về những lần chứng kiến UFO, và do đó không được xem xét một cách nghiêm túc. Peter A. Sturrock gợi ý rằng việc thiếu kinh phí là một yếu tố chính trong sự thiếu quan tâm về mặt thể chế trong vấn đề UFO.

### Các vấn đề về phương pháp luận
Nghiên cứu UFO một cách khoa học bị ảnh hưởng bởi một thực tế rằng hiện tượng chịu sự quan sát thường khó mà đoán trước được sự hiện diện của nó tại một thời điểm và địa điểm thuận tiện cho nhà nghiên cứu. Nhà nghiên cứu UFO Diana Palmer Hoyt đã biện minh như sau,
Vấn đề UFO dường như gần giống với các vấn đề trong khí tượng học hơn là vật lý. Các hiện tượng được quan sát thấy, xảy ra theo từng giai đoạn, không thể tái sinh, và phần lớn, được xác định bằng cách thu thập thống kê dữ liệu cho tổ chức có thể thành các mẫu vật. Chúng không phải là thí nghiệm có thể được nhân rộng theo ý muốn tại dãy bàn thí nghiệm trong điều kiện được kiểm soát.

Mặt khác, những người theo chủ nghĩa hoài nghi đã lập luận rằng UFO không phải là một vấn đề mang tính khoa học chút nào, vì không có bằng chứng vật lý hữu hình để mà nghiên cứu. Barry Markovsky lập luận rằng, dưới sự nghiên cứu cẩn thận của các nhà điều tra đủ điều kiện, phần lớn các vụ chứng kiến UFO hóa ra có những cách giải thích trần tục hơn. Nhà thiên văn học Carl Sagan đã nói về những vụ chứng kiến UFO, "Các trường hợp đáng tin cậy đều không thú vị và các trường hợp thú vị đều không đáng tin cậy. Thật không may là không có trường hợp nào đáng tin cậy và thú vị cả."
Peter A. Sturrock nói rằng các nghiên cứu UFO nên được chia thành ít nhất "các hoạt động riêng biệt sau đây":
1. Điều tra thực địa dẫn đến hồ sơ vụ việc và đo lường hoặc truy xuất bằng chứng vật lý;
2. Phòng thí nghiệm phân tích bằng chứng vật lý;
3. Việc tổng hợp hệ thống dữ liệu (tính diễn tả và tính vật lý) để tìm kiếm các mẫu và do đó trích xuất các sự kiện quan trọng;
4. Phân tích các tập hợp dữ liệu (tính diễn tả và tính vật lý) để tìm kiếm các mẫu và do đó trích xuất các sự kiện quan trọng;
5. Sự phát triển của các lý thuyết và đánh giá các lý thuyết đó trên cơ sở các sự kiện.

Denzler cho rằng UFO học như một lĩnh vực nghiên cứu đã phân nhánh thành hai tư duy khác nhau: nhóm điều tra đầu tiên muốn thuyết phục những người không tin và nhận được tính hợp pháp trí tuệ thông qua nghiên cứu có hệ thống sử dụng phương pháp khoa học, và nhóm thứ hai nhìn thấy các câu hỏi tiếp theo liên quan đến nguồn gốc và "nhiệm vụ" của UFO càng quan trọng hơn là một vị trí học thuật tiềm năng.

### Phân loại UFO

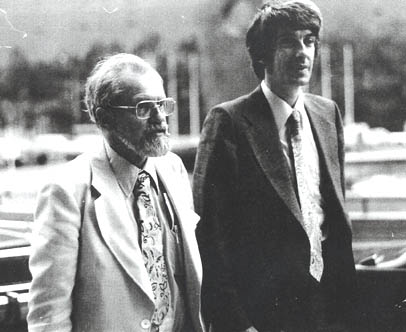
Josef Allen Hynek (trái) và Jacques Vallée

#### Hệ thống Hynek
Được phát triển vào thập niên 1970, hệ thống mô tả ban đầu của J. Allen Hynek đã phân chia các vụ chứng kiến UFO thành sáu loại. Trước tiên, nó phân tách vụ chứng kiến UFO thuộc vào thể loại viễn cảnh và cận cảnh, tùy ý đặt năm trăm feet làm điểm cắt. Sau đó, nó chia nhỏ các danh mục gần và xa này dựa trên diện mạo hoặc các điểm đặc biệt:
- Ánh sáng ban đêm (NL): Ánh sáng bất thường nhìn thấy trên bầu trời đêm.
- Đĩa sáng ban ngày (DD): Bất kỳ vật thể bất thường nào, nói chung nhưng không nhất thiết phải là "dạng đĩa", được nhìn thấy trên bầu trời ban ngày ở khoảng cách xa.
- Các trường hợp Radar/Thị giác (RV): Các vật thể do chính mắt và radar cùng nhìn thấy.

Hynek cũng định nghĩa ba tiểu thể loại tiếp xúc cự ly gần (CE):
- CE1: Vật thể lạ nhìn thấy gần đó nhưng không có tương tác vật lý với môi trường.
- CE2: Một trường hợp CE1 để lại bằng chứng vật lý, ví dụ: gây lún đất, tổn thương đến thực vật, bức xạ hoặc gây nhiễu điện từ.
- CE3: Trường hợp CE1 hoặc CE2 khi người lái UFO hoặc thực thể ngoài hành tinh bị nhân chứng nhìn thấy.

Sau đó, Hynek giới thiệu một thể loại thứ tư, CE4, được dùng để mô tả các trường hợp mà nhân chứng cảm thấy mình từng bị UFO bắt cóc. Một số nhà nghiên cứu UFO đã áp dụng một thể loại thứ năm, CE5, liên quan đến mở đầu sự tiếp xúc có ý thức của con người với trí thông minh ngoài Trái Đất.

#### Hệ thống Vallée
Jacques Vallée đã phát minh ra một hệ thống phân loại UFO, đem sự kiện chứng kiến UFO gồm bốn thể loại khác nhau được chia thành năm tiểu thể loại:
- Close Encounter (CE): Theo ý Hynek.
- Maneuver (MA): Quỹ đạo gián đoạn trong chuyến bay.
- Fly-by (FB): Không có gián đoạn quan sát trong chuyến bay.
- Anomaly (AN): Ánh sáng bất thường hoặc thực thể không giải thích được.

Năm tiểu thể loại có thể áp dụng cho tất cả các thể loại của hiện tượng này trước đây:
1. Chứng kiến
2. Hiệu ứng vật lý: ví dụ, theo dõi bằng radar
3. Dạng sống hoặc thực thể sống
4. Biến đổi thực tế: các nhân chứng trải nghiệm sự biến đổi ý thức của họ về thực tại (thường tương ứng với đặc tính phổ biến của sự kiện như là một vụ bắt cóc)
5. Tác động sinh lý: Chẳng hạn như tử vong hoặc chấn thương nghiêm trọng

Vì vậy, sự phân hạng của Vallée dùng để chia các trường hợp như MA-2, AN-1, CE-4, chẳng hạn.

### UFO học và các báo cáo UFO

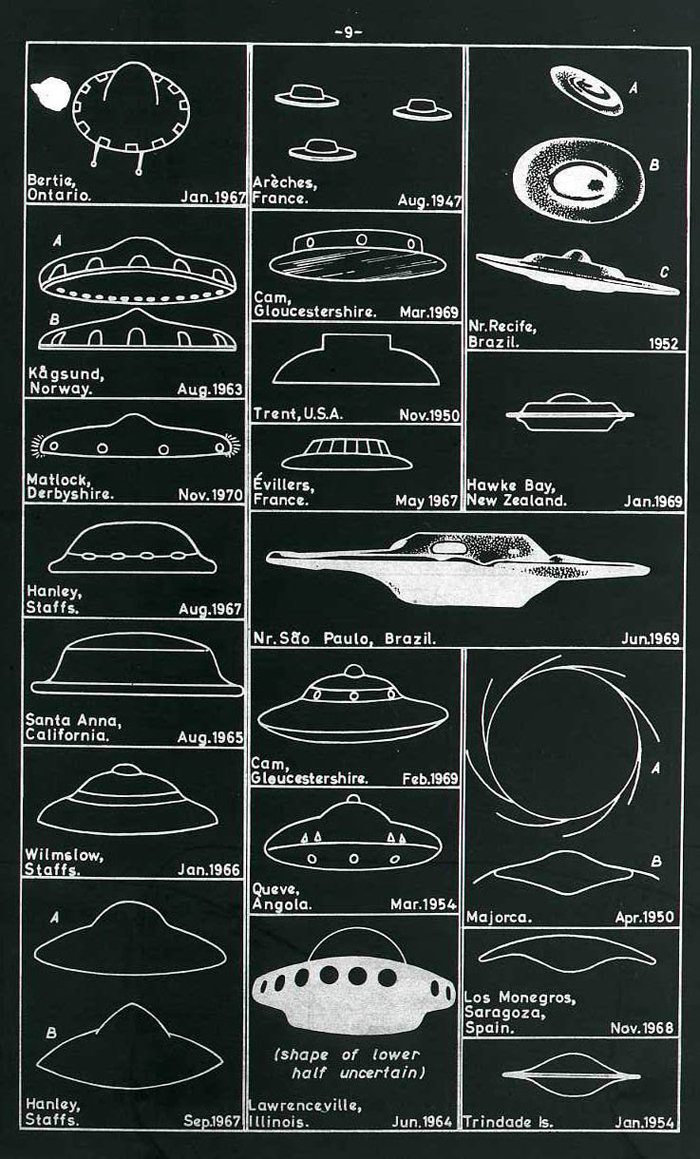
Biểu đồ những vụ chứng kiến UFO

Ngoài những vụ chứng kiến UFO, một số hiện tượng liên quan đến một số thứ trong lĩnh vực UFO học, bao gồm các vòng tròn đồng ruộng, tùng xẻo gia súc, và các vụ người ngoài hành tinh bắt cóc và dị vật cấy ghép. Một số nhà nghiên cứu UFO cũng đã phát huy các thuyết âm mưu UFO, bao gồm cả sự kiện UFO tại Roswell năm 1947, nguồn tài liệu Majestic 12, và những người ủng hộ tiết lộ về UFO.
Nhà hoài nghi Robert Sheaffer đã buộc tội UFO học có một "vụ bùng nổ đáng tin cậy". Ông tuyên bố rằng xu hướng ngày càng tăng của các ý tưởng giật gân dần dần trở nên phổ biến trong ngành UFO học. Sheaffer nhận xét, "loại câu chuyện tạo ra sự phấn khích và sự chú ý trong bất kỳ năm nào sẽ bị từ chối bởi các nhà nghiên cứu UFO chính thống một vài năm trước vì quá kỳ quặc."
Tương tự như vậy, James McDonald đã bày tỏ quan điểm rằng các nhóm cực đoan đã phá hoại hoạt động nghiên cứu khoa học nghiêm túc, nói rằng một "'nền văn học' kỳ lạ của thảo luận giả khoa học" về "phi thuyền không gian mang những sứ giả đem đến sự cứu rỗi trên Trái Đất và sự thật mang tính huyền bí" từng là "một trong những yếu tố chính không khuyến khích các nhà khoa học nghiêm túc nhìn vào vấn đề UFO đến mức có thể khiến họ nhận ra đủ nhanh rằng chủ nghĩa sùng bái và tư duy mơ ước không liên quan gì đến cốt lõi của vấn đề UFO." Trong tuyên bố tương tự, McDonald nói rằng, "Một lần nữa, một người ở đây phải chỉ trích một thỏa thuận tốt đẹp về việc nghiên cứu xa rời thực tế (thực hiện chủ yếu qua các tờ nhật báo để tận hưởng sản phẩm của những trò hề cực đoan của các phân nhóm đó). Một số lượng đáng lo ngại các nhà khoa học nổi bật đã quá dễ dàng đi đến kết luận rằng chỉ có những kẻ điên rồ mới nhìn thấy UFO".

### Tổng quan về giới khoa học và giới thiên văn nghiệp dư liên quan đến UFO
Năm 1973, Peter A. Sturrock đã tiến hành một cuộc khảo sát giữa các thành viên của chi nhánh San Francisco thuộc Viện Hàng không và Du hành Vũ trụ Mỹ, nơi 1175 bảng câu hỏi đã được gửi đi và 423 phiếu đã được trả về, và không tìm thấy sự đồng thuận về bản chất và tầm quan trọng khoa học của hiện tượng UFO, với các quan điểm khác nhau từ "không thể" đến "nhất định" để trả lời cho câu hỏi, "Liệu UFO có đại diện cho một hiện tượng quan trọng về mặt khoa học?"  Trong một cuộc khảo sát lớn hơn được tiến hành giữa các thành viên của Hội Thiên văn học Mỹ, nơi 2611 phiếu hỏi và 1356 phiếu đã được trả về, Sturrock phát hiện ra rằng các ý kiến đều khác nhau, với 23% trả lời "chắc chắn", 30% "có thể", 27% "có thể", 17% "có thể không", và 3% "chắc chắn không", với câu hỏi liệu vấn đề UFO có xứng đáng với nghiên cứu khoa học hay không. Sturrock cũng hỏi trong cùng một cuộc khảo sát nếu người được khảo sát đã chứng kiến bất kỳ sự kiện nào mà họ không thể xác định và có thể liên quan đến hiện tượng UFO, với khoảng 5% trả lời khẳng định.
Năm 1980, một cuộc khảo sát 1800 thành viên của các hội thiên văn học nghiệp dư khác nhau bởi Gert Herb và J. Allen Hynek từ Trung tâm Nghiên cứu UFO (CUFOS) đã phát hiện ra rằng 24% trả lời "có" cho câu hỏi, "Bạn đã bao giờ quan sát một vật thể chống lại những nỗ lực toàn diện nhất của bạn khi nhận dạng?"

## Nghiên cứu, ban hội thẩm và hội nghị

### Dự án Sign, Dự án Grudge (Mỹ, 1947–1949)

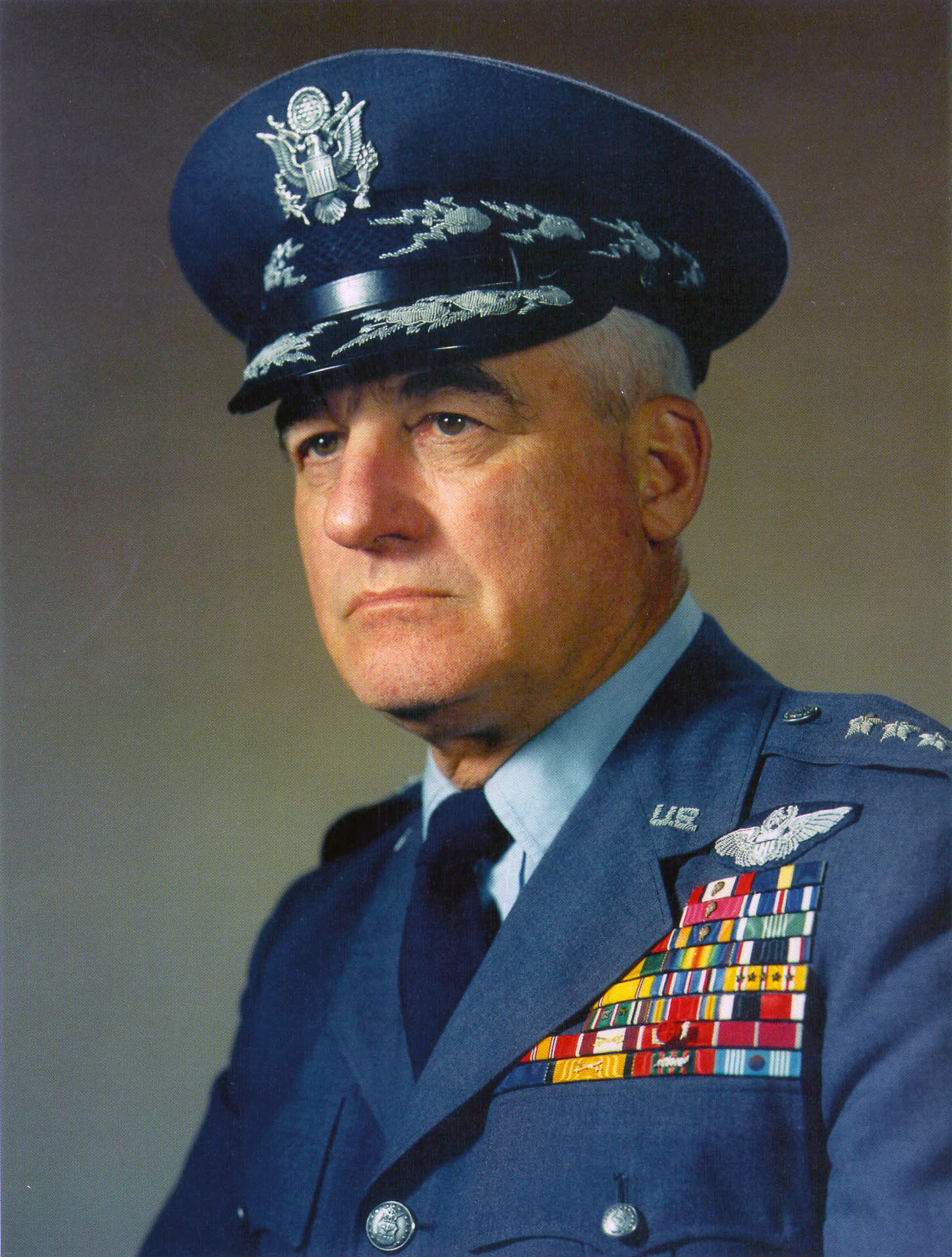
Nathan F. Twining

Cuộc điều tra chính thức đầu tiên về UFO của USAF là Dự án Sign (1947–1949) và kế nhiệm là Dự án Grudge (1949). Hàng trăm trường hợp chứng kiến được kiểm tra, phần lớn trong số chúng có một lời giải thích trần tục. Một số trường hợp chứng kiến được phân loại là đáng tin cậy nhưng không thể giải thích được, và trong những trường hợp này khả năng một chiếc máy bay tối tân không xác định không thể loại trừ được.
Các bản ghi nhớ ban đầu của dự án lấy câu hỏi UFO một cách nghiêm túc. Sau khi khảo sát 16 báo cáo ban đầu, Trung tá George D. Garrett ước tính rằng những trường hợp này không phải là ảo giác hay sự cường điệu của các hiện tượng tự nhiên. Trung tướng Nathan F. Twining bày tỏ cùng một ước tính trong một bức thư gửi cho Chuẩn tướng Schulgen, và thúc giục một cuộc điều tra phối hợp của Không quân và các cơ quan chính phủ khác. Bản ghi nhớ của Twining đã dẫn đến việc thành lập Dự án Sign vào cuối năm 1947. Vào mùa hè năm 1948, sự thẩm định tình báo đầu tiên của Sign (Đánh giá Tình hình) kết luận rằng một số báo cáo UFO có nguồn gốc ngoài Trái Đất. Sự từ chối bản ước tính của Tham mưu trưởng USAF Tướng Hoyt Vandenberg dẫn đến việc giải thể Sign và sự hình thành của Dự án Grudge.

### Flying Saucer Working Party (Anh, 1950–1951)
Bộ Quốc phòng của Vương quốc Anh, được báo động bởi các báo cáo về máy bay không xác định có vẻ tối tân, theo gương của quân đội Mỹ bằng cách tiến hành nghiên cứu riêng về UFO vào năm 1950. Một nhóm nghiên cứu được hình thành dựa trên sự giới thiệu của nhà hóa học Henry Tizard, và tham gia vào công việc tương tự như "Dự án Sign". Sau chưa đầy một năm, ban giám đốc, được đặt tên là "Tổ Công tác Đĩa bay" (Flying Saucer Working Party viết tắt FSWP), đưa ra kết luận rằng hầu hết các quan sát đều là trường hợp nhận diện nhầm lẫn, ảo ảnh quang học, ảo tưởng tâm lý hoặc lừa gạt và khuyến cáo không điều tra thêm về hiện tượng này nên được thực hiện. Năm 1952, ban giám đốc thông báo cho Thủ tướng Winston Churchill, sau khi ông dò hỏi về UFO, rằng họ đã không tìm thấy bằng chứng về tàu vũ trụ ngoài hành tinh. Hồ sơ FSWP đã được phân loại trong năm mươi năm và được phát hành cho công chúng Anh vào năm 2001.

### Dự án Magnet, Dự án Second Story (Canada, 1950–1954)
Dự án Magnet, dưới sự lãnh đạo của kỹ sư phát thanh cao cấp Wilbert B. Smith từ Sở Giao thông vận tải, có mục tiêu nghiên cứu hiện tượng từ tính, đặc biệt là từ trường Trái Đất, như một phương pháp đẩy tiềm năng dành cho xe cộ. Smith tin rằng UFO đang sử dụng phương pháp này để đạt được chuyến bay. Tuy nhiên, báo cáo cuối cùng của dự án không bao gồm đề cập đến từ trường Trái Đất. Dự án đã thảo luận hai mươi lăm trường hợp nhìn thấy UFO được báo cáo trong năm 1952, và đưa ra kết luận với ý kiến rằng "phương tiện không gian ngoài hành tinh" là có thật.
Cùng với nhóm Smith, một ủy ban song song chỉ dành riêng cho việc xử lý các báo cáo "đĩa bay" được thành lập. Ủy ban này, được gọi là Dự án Second Story, được tài trợ bởi Hội đồng Nghiên cứu Quốc phòng, với mục đích chính là thu thập, lập danh mục và đối chiếu dữ liệu từ các báo cáo vụ việc về UFO. Ủy ban dường như đã giải thể sau năm cuộc họp, vì cả nhóm cho rằng tài liệu được thu thập không phù hợp cho việc phân tích khoa học.

### Dự án Blue Book (Mỹ, 1951–1969)
Như một sự tiếp nối của Dự án Sign và Dự án Grudge vào năm 1951, USAF đã khởi động Dự án Blue Book, do Đại úy Edward J. Ruppelt đứng đầu. Dưới thời Ruppelt, việc thu thập và điều tra các trường hợp UFO trở nên có hệ thống hơn. Dự án đã cho lưu hành một loạt các báo cáo tình trạng, được phân loại vào tháng 9 năm 1960 và được công bố vào năm 1968. Dự án Blue Book đã chấm dứt vào tháng 12 năm 1969, sau báo cáo của Ủy ban Condon. Cho đến lúc đó, 12.618 trường hợp đã được nghiên cứu, phần lớn trong số đó đều được giải thích bằng các cách thức thông thường. 701 trường hợp, khoảng 6%, vẫn còn "chưa xác định". Chính thức, USAF kết luận từ dự án rằng các hiện tượng được điều tra chẳng liên quan đến an ninh quốc gia, và rằng không có bằng chứng nào cho thấy rằng "không xác định" được gây ra bởi phi thuyền ngoài hành tinh.

#### Báo cáo Đặc biệt số 14 Dự án Blue Book (Mỹ, 1952–1954)

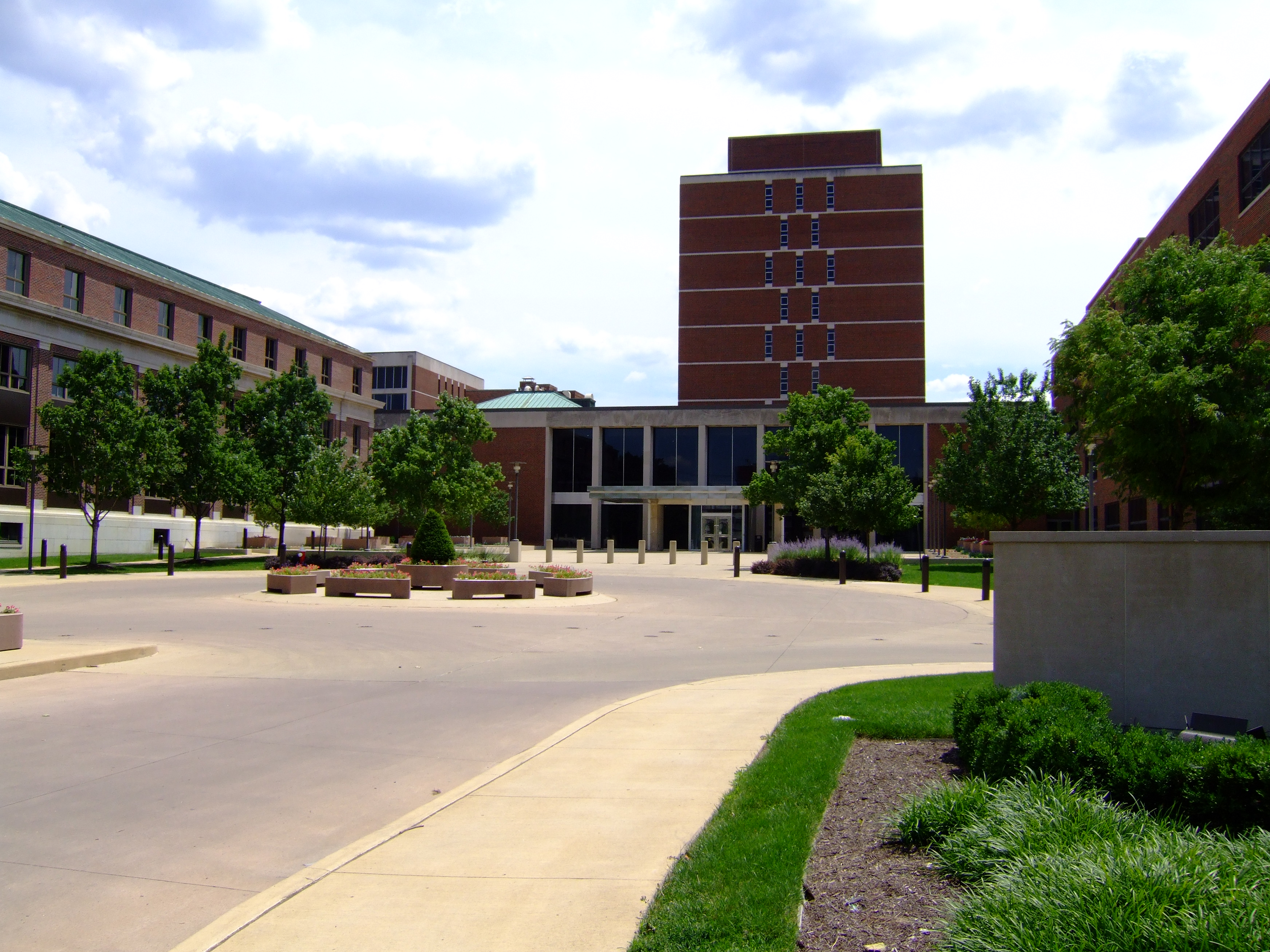
Lối vào chính của Viện Tưởng niệm Battelle ở Columbus, Ohio

Ruppelt đã ký hợp đồng với một nhóm các nhà khoa học từ Viện Tưởng niệm Battelle để thẩm định 3.200 trường hợp UFO ban đầu do Dự án Blue Book thu thập được. Họ tiến hành phân tích, chủ yếu là thống kê, về chủ đề này trong gần hai năm. Nghiên cứu kết luận rằng dữ liệu càng đầy đủ và báo cáo càng tốt, càng có nhiều khả năng báo cáo sẽ được phân loại là "không xác định". Các báo cáo được phân loại là "không xác định" chiếm 21,5% tổng số (33% các báo cáo chất lượng cao nhất) và yêu cầu sự nhất trí giữa bốn nhà khoa học dự án, trong khi "xác định" chỉ cần hai trong số bốn nhà phân tích đồng thuận. Một phân tích thống kê sáu đặc điểm, chẳng hạn như tốc độ và thời gian chứng kiến, tìm thấy sự khác biệt có ý nghĩa thống kê trong ít nhất bốn trong sáu loại giữa trường hợp xác định và không xác định. Tuy nhiên, báo cáo nhấn mạnh tính chủ quan của dữ liệu, và nói rằng các kết luận rút ra từ nghiên cứu này không dựa trên các sự kiện, mà dựa trên các quan sát chủ quan và ước tính của cá nhân. Hơn nữa, tóm tắt báo cáo và kết luận nói rằng "những thứ chưa biết rõ" không phải là thứ gì đó vượt xa công nghệ của thời đại, và gần như chắc chắn không phải là "những chiếc đĩa bay".

#### Ban Robertson (Mỹ, 1953)
Trước khi báo cáo cuối cùng của Battelle được công bố, Cơ quan Tình báo Trung ương (CIA) đã bày tỏ sự quan tâm đến UFO như một vấn đề an ninh quốc gia, và thành lập một ủy ban để kiểm tra dữ liệu UFO hiện có. Ban này, do nhà toán học và vật lý Howard P. Robertson đứng đầu, họp mặt từ ngày 14 đến 17 tháng 1 năm 1953. Nó kết luận một cách nhất trí rằng việc nhìn thấy UFO không đe dọa trực tiếp đến an ninh quốc gia, nhưng lại phát hiện ra rằng việc tiếp tục nhấn mạnh vào báo cáo UFO có thể đe dọa các chức năng của chính phủ bằng cách tạo ra các kênh giao tiếp làm tắc nghẽn các báo cáo không liên quan và gồm cả hội chứng rối loạn phân ly tập thể. Ngoài ra, ban còn lo ngại rằng các quốc gia thù địch với nước Mỹ có thể sử dụng hiện tượng UFO để phá vỡ hoạt động phòng không. Nhằm giải quyết những vấn đề này, ban tuyên bố rằng một chính sách giáo dục công lập về việc thiếu bằng chứng đằng sau UFO là cần thiết, được thực hiện thông qua các phương tiện truyền thông đại chúng và trường học, trong số những cái khác. Nó cũng khuyến khích việc theo dõi các nhóm UFO tư nhân đối với các hoạt động vạch trần.
Các khuyến nghị của Ban Roberson được thực hiện một phần thông qua một loạt các quy định quân sự đặc biệt. Bản thông cáo Lục-Hải-Không quân tháng 12 năm 1953 Joint-Army-Navy-Air Force Publication 146 (JANAP 146) đã công bố các trường hợp UFO là tội phạm theo Đạo luật Gián điệp. Bản sửa đổi Quy chế 200-2 (AFR 200-2) của Không quân năm 1954 đã thực hiện tất cả các trường hợp nhìn thấy UFO được báo cáo cho USAF. Bản sửa đổi Quy chế AFR 200-2 tháng 2 năm 1958 cho phép quân đội chuyển giao cho FBI tên gọi của những người "bất hợp pháp hoặc lừa đảo" đưa vấn đề UFO hướng đến sự chú ý của công chúng.

#### Ủy ban Condon (Mỹ, 1966–1968)

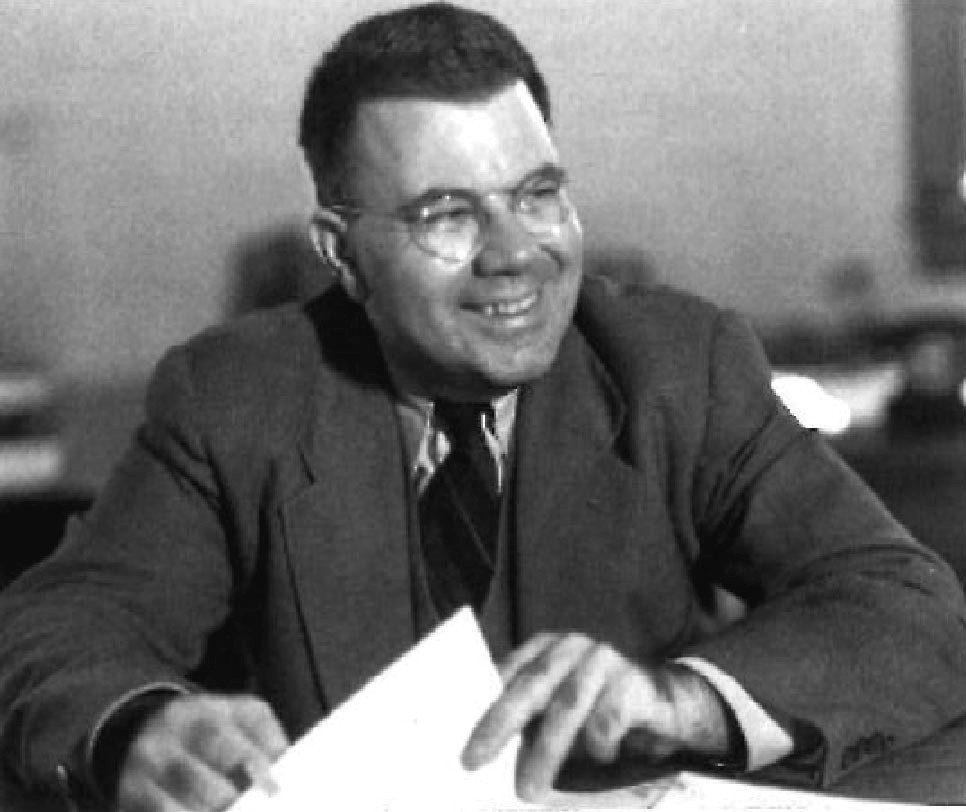
Edward U. Condon

Sau các khuyến nghị của Ban Robertson, USAF muốn chấm dứt sự tham gia vào đề tài UFO, và chuyển giao Dự án Blue Book cho một cơ quan khác. Vào tháng 10 năm 1966, USAF đã ký hợp đồng với Đại học Colorado, dưới sự lãnh đạo của nhà vật lý Edward U. Condon, với số tiền 325.000 đô la để tiến hành điều tra mang tính khoa học nhiều hơn về các trường hợp UFO và đưa ra những khuyến cáo về tương lai của dự án.
Ủy ban đã xem xét chín mươi mốt trường hợp UFO, trong đó 30% không thể xác định được. Báo cáo kết luận rằng không có "bằng chứng trực tiếp" rằng UFO là tàu vũ trụ ngoài hành tinh, rằng công việc nghiên cứu UFO từ hai mươi mốt năm qua đã không đóng góp chút gì cho kiến thức khoa học, và nghiên cứu sâu hơn không chứng minh được gì nữa. Theo kết quả trực tiếp của báo cáo Condon, Dự án Blue Book đã chấm dứt vào tháng 12 năm 1969. Tuy nhiên, nhiều nhà nghiên cứu UFO không hài lòng với báo cáo Condon, và coi đó là sự che đậy từ phía chính phủ.

### Hồ sơ Tập đoàn RAND (Mỹ, 1968)
Tập đoàn RAND đã làm ra một tài liệu nội bộ ngắn có tiêu đề "UFOs: What to Do?", xuất bản vào tháng 11 năm 1968. Tài liệu này đưa ra một bản tóm tắt lịch sử về hiện tượng UFO, đã nói ngắn gọn về các vấn đề liên quan đến sự sống ngoài Trái Đất và du hành liên sao, trình bày một vài nghiên cứu và thảo luận nội dung điển hình về hiện tượng UFO, xem xét các giả thuyết, và kết luận với một khuyến cáo nhằm tổ chức một cơ quan tiếp nhận báo cáo UFO làm trọng tâm và tiến hành nghiên cứu thêm về hiện tượng này.

### Dự án Identification (Mỹ, 1973–1980)
Năm 1973, một làn sóng chứng kiến UFO ở đông nam Missouri đã thúc đẩy Harley D. Rutledge, giáo sư vật lý tại Đại học Missouri, phải tiến hành một cuộc điều tra hiện trường rộng rãi về hiện tượng này. Các phát hiện đã được công bố trong cuốn sách Project Identification: the first scientific field study of UFO phenomena (Dự án Nhận dạng: nghiên cứu thực địa khoa học đầu tiên về hiện tượng UFO). Mặc dù quan tâm cụ thể đến việc mô tả hiện tượng trên không không xác định, trái ngược với việc nhận dạng chúng, cuốn sách chỉ đề cấp đến trí thông minh giả định của các vật thể nhìn thấy được. Kết quả nghiên cứu của Rutledge đã không được công bố trên bất kỳ tạp chí chính thống tầm cỡ hoặc hội nghị hay chuyên đề khoa học nào khác.

### Nghiên cứu của GEPAN, SERPA & GEIPAN (Pháp, 1977–nay)
Năm 1977, Tổng giám đốc Cơ quan Vũ trụ Pháp CNES đã lập ra một đơn vị để ghi chép lại các báo cáo về UFO. Đơn vị này ban đầu được gọi là Groupe d'Etudes des Phénomènes Aérospatiaux Non identifiés (GEPAN), đổi tên vào năm 1988 thành Service d'expertise de rentrée atmosphérique Phenom (SERPA) vào năm 2005 là Groupe d'études et d'informations sur les phénomènes aérospatiaux non identifiés (GEIPAN).
GEIPAN đã tìm thấy một giải thích trần tục cho phần lớn các trường hợp được ghi lại, nhưng vào năm 2007, sau 30 năm điều tra, 1.600 trường hợp, chiếm khoảng 28% tổng số trường hợp, vẫn chưa rõ nguyên nhân "bất chấp những lời kể chính xác của nhân chứng và bằng chứng chất lượng tốt được thu hồi từ hiện trường" và được phân loại là "Loại D". Vào tháng 4 năm 2010, thống kê của GEIPAN cho biết 23% tất cả các trường hợp đều thuộc Loại D. Tuy nhiên, Jean-Jacques Velasco, người đứng đầu SEPRA từ năm 1983 đến năm 2004, đã viết một cuốn sách năm 2004 cho rằng 13,5% trong số 5.800 trường hợp được SEPRA nghiên cứu đã bị loại bỏ mà không có bất kỳ lời giải thích hợp lý nào và nói rằng UFO có nguồn gốc ngoài Trái Đất.

### Liên Hợp Quốc (1977–1979)
Nhờ vận động hành lang của Eric Gairy, Thủ tướng Grenada, Đại Hội đồng Liên Hợp Quốc đã giải quyết vấn đề UFO vào cuối những năm 1970. Vào ngày 14 tháng 7 năm 1978, một ban hội thẩm, với Gordon Cooper, J. Allen Hynek và Jacques Vallée trong số các thành viên, đã tổ chức một buổi điều trần để thông báo cho Tổng thư ký Liên Hợp Quốc Kurt Waldheim về vấn đề này. Kết quả của cuộc họp này, Liên Hợp Quốc đã thông qua các quyết định A/DEC/32/424 và A/DEC/33/426, kêu gọi "thành lập một cơ quan hay một ban trong Liên Hợp Quốc chuyên thực hiện, điều phối và phát tán kết quả nghiên cứu về vật thể bay không xác định cũng như hiện tượng liên quan".

### Dự án Hessdalen/Dự án EMBLA (Na Uy, 1983–nay/Ý 1999–2004)
Từ năm 1981, trong một khu vực gần Hessdalen ở Na Uy, các vật thể bay không xác định đã được quan sát phổ biến. Mọi người gọi đó là hiện tượng Hessdalen đã hai lần là chủ đề của nghiên cứu thực địa khoa học: Dự án Hessdalen (1983–1985, 1995–) nhận được sự hỗ trợ kỹ thuật từ Viện Nghiên cứu Quốc phòng Na Uy, Đại học Oslo, và Đại học Bergen, trong khi Dự án EMBLA (1999–2004) là một nhóm các nhà khoa học Ý dưới sự lãnh đạo của Tiến sĩ Massimo Teodorani từ Viện Thiên văn vô tuyến Bologna.
Cả hai nghiên cứu đều xác nhận sự hiện diện của hiện tượng này và có thể ghi lại bằng camera và các thiết bị kỹ thuật khác nhau như radar, laser và hồng ngoại. Nguồn gốc và bản chất của ánh sáng vẫn chưa rõ ràng. Các nhà nghiên cứu từ Dự án EMBLA đã suy đoán rằng khả năng plasma trong khí quyển là nguồn gốc của hiện tượng này.

### Dự án Condign (Anh, 1996–2000)
Bộ Quốc phòng Anh (MoD) vào năm 2006 đã xuất bản "Scientific & Technical Memorandum 55/2/00a" (Bản ghi nhớ Khoa học & Kỹ thuật 55/2/00a) của báo cáo bốn tập, dài 460 trang có tựa đề Unidentified Aerial Phenomena in the UK Air Defence Region (Hiện tượng trên không không xác định ở khu vực phòng không nước Anh), dựa trên nghiên cứu của DI55 (một bộ phận của Ban Tình báo Khoa học và Kỹ thuật thuộc Bộ Tham mưu Tình báo Quốc phòng) có mật danh Dự án Condign. Mục đích nhằm thảo luận về các báo cáo UFO của Anh nhận được từ năm 1959 đến 1997.
Bản báo cáo khẳng định rằng UFO là một hiện tượng có thực, nhưng chỉ ra rằng chúng không có mối đe dọa đối với quốc phòng. Báo cáo tiếp tục tuyên bố rằng không có bằng chứng cho thấy hiện tượng UFO là do sự xâm nhập của nguồn gốc trí thông minh, hoặc bất kỳ UFO nào bao gồm các vật thể rắn có thể tạo ra một mối nguy hiểm va chạm. Mặc dù nghiên cứu thừa nhận là không thể giải thích tất cả các trường hợp UFO được phân tích một cách chắc chắn, nó khuyến cáo rằng bộ phận DI55 nên ngừng theo dõi các báo cáo UFO, vì chúng không cung cấp thông tin hữu ích cho Cơ quan Tình báo Quốc phòng. Báo cáo kết luận rằng một tỷ lệ nhỏ các vụ chứng kiến không thể giải thích dễ dàng là do hiện tượng plasma trong khí quyển tương tự như sét hòn; Các trường năng lượng từ và năng lượng khác được tạo ra bởi những "cơ cấu plasma nổi" này chịu trách nhiệm cho sự xuất hiện của cái gọi là những "phi thuyền hình tam giác đen" cũng như có các hiệu ứng gây ảo giác trên tâm trí con người, gây ra những trải nghiệm các cuộc tiếp xúc cự ly gần (Close Encounters).

### Báo cáo Ban Sturrock (Mỹ, 1997)
Từ ngày 29 tháng 9 đến ngày 4 tháng 10 năm 1997, một hội thảo kiểm tra các sự kiện UFO chọn lọc đã diễn ra tại Tarrytown, New York. Cuộc họp được bắt đầu dưới sự chủ trì của Peter A. Sturrock, người đã xem xét báo cáo Condon và nhận thấy chưa được hài lòng với bản báo cáo này. Ban xét duyệt quốc tế bao gồm chín nhà khoa học vật lý, đứng ra trả lời cho tám nhà điều tra báo cáo UFO, những người được yêu cầu trình bày dữ liệu mạnh nhất của họ. Báo cáo cuối cùng của hội thảo được xuất bản dưới tựa đề "Physical Evidence Related to UFO Reports" (Bằng chứng vật lý liên quan đến các báo cáo UFO) trong Journal of Scientific Exploration (Tạp chí Khám phá Khoa học) vào năm 1998. Nghiên cứu kết luận rằng các trường hợp nghiên cứu không có bằng chứng rõ ràng cho sự hiện diện của hiện tượng vật lý không xác định hoặc cho trí thông minh ngoài Trái Đất, nhưng cho rằng việc nghiên cứu liên tục về các trường hợp UFO có thể chứa đựng giá trị khoa học.

### Báo cáo COMETA (Pháp, 1999)
COMETA (Comité d'Études Approfondies, "Ủy ban nghiên cứu chuyên sâu") là một nhóm tư nhân người Pháp, chủ yếu gồm các cá nhân cấp cao của Bộ Quốc phòng Pháp. Năm 1999, nhóm đã xuất bản một báo cáo chín mươi trang có tên "Les OVNI et la défense: à quoi doit-on se préparer?" ("UFO và Quốc phòng: Chúng ta nên chuẩn bị gì?"). Báo cáo phân tích các trường hợp UFO khác nhau và kết luận rằng UFO là các vật thể bay thực sự, phức tạp và giả thuyết ngoài Trái Đất có xác suất cao để giải thích đúng cho hiện tượng UFO. Nghiên cứu khuyến cáo rằng chính phủ Pháp nên điều chỉnh theo thực tế của hiện tượng này và tiến hành nghiên cứu sâu hơn. Nhà hoài nghi Claude Maugé đã phê phán COMETA vì không đủ năng lực nghiên cứu, và tuyên bố rằng bản báo cáo đã cố gắng tự trình bày như một tài liệu chính thức của Pháp, khi thực tế nó được một nhóm tư nhân xuất bản.

### Họp báo "Dự án Disclosure" (Mỹ, 2001)

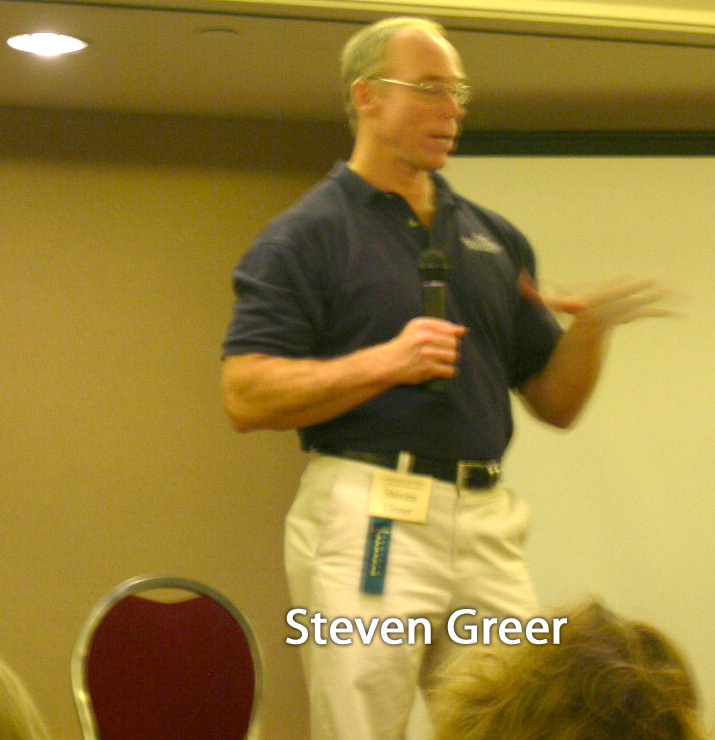
Steven M. Greer

Vào ngày 9 tháng 5 năm 2001, hai mươi nhân viên chính phủ từ các tổ chức quân sự và dân sự đã nói về những trải nghiệm nghiệm của họ về UFO và tính bảo mật UFO tại Câu lạc bộ Báo chí Quốc gia ở Washington D.C.. Cuộc họp báo được khởi xướng bởi Steven M. Greer, người sáng lập Dự án Disclosure, với mục đích tiết lộ bí mật UFO đầy khả nghi của chính phủ. Mục đích của cuộc họp báo là gây áp lực công khai thông qua các phương tiện truyền thông để có được một buổi điều trần trước Quốc hội Hoa Kỳ về vấn đề này. Dù hãng truyền thông lớn của Mỹ đã đưa tin về buổi họp báo này, sự quan tâm nhanh chóng giảm xuống, và không có phiên điều trần nào được đưa ra.

### Họp báo Fife Symington (Mỹ, 2007)
Vào ngày 12 tháng 11 năm 2007, một cuộc họp báo, dưới sự chủ trì của cựu Thống đốc Arizona Fife Symington, được tổ chức tại Câu lạc bộ Báo chí Quốc gia ở Washington D.C. Mười chín cựu phi công và các quan chức quân sự và dân sự đã nói về những trải nghiệm của họ với UFO, yêu cầu chính phủ Mỹ phải tiến hành một cuộc điều tra mới về hiện tượng này.

## Các tổ chức UFO

### Mỹ
Ngay tại nước Mỹ, các hội nhóm quan tâm đến việc điều tra UFO với số lượng lên đến hàng trăm, trong đó một số ít đã đạt được sự nổi bật dựa trên thời gian tồn tại, quy mô và sự tham gia của giới nghiên cứu với các lá thư ủy nhiệm mang tính khoa học. Nhóm liên quan đến UFO có tầm quan trọng đầu tiên ở Mỹ là Tổ chức Nghiên cứu Hiện tượng Không trung (Aerial Phenomena Research Organization viết tắt APRO), do Coral và James Lorenzen thành lập vào năm 1952. Tổ chức này đóng cửa vào năm 1988. Ủy ban Điều tra Quốc gia về Hiện tượng Không trung (National Investigations Committee on Aerial Phenomena, viết tắt NICAP), được thành lập vào năm 1957 và đóng cửa vào thập niên 1970, có Ban Giám đốc bao gồm cựu Giám đốc Tình báo Trung ương và người đứng đầu Cơ quan Tình báo Trung ương đầu tiên, Phó Đô đốc Roscoe H. Hillenkoetter, từng là tổ chức UFO lớn nhất trong cả nước, với rất nhiều chi nhánh. Năm 1957, anh em W. H. và J. A. Spaulding đã lập nên Ground Saucer Watch (tạm dịch: Tổ chức Quan sát Đĩa bay Mặt đất), sau này trở nên nổi tiếng khi vào năm 1977, nhóm đã đệ đơn kiện theo Đạo luật Tự do Thông tin chống lại CIA.
Hai nhóm điều tra UFO lớn đang hoạt động ngày nay là Mạng lưới UFO Song phương (Mutual UFO Network, viết tắt MUFON), được thành lập năm 1969, và Trung tâm Nghiên cứu UFO (Center for UFO Studies, viết tắt CUFOS), do J. Allen Hynek lập nên vào năm 1973. MUFON đã tăng trưởng khi các thành viên chính của NICAP gia nhập tổ chức này vào những năm 1970. CUFOS đã cố gắng giới hạn tư cách thành viên của mình cho các nhà nghiên cứu sáng lập, nhưng lại nhận thấy rất ít sự chấp thuận về mặt học thuật.
Trung tâm Báo cáo UFO Quốc gia (National UFO Reporting Center) chuyên xử lý các báo cáo UFO, và đã hoạt động từ năm 1974.

### Anh
Hội Nghiên cứu UFO Anh (British UFO Research Association, viết tắt BUFORA) là tổ chức lâu đời nhất của các tổ chức UFO hoạt động tại Anh. Nó bắt nguồn từ Hiệp hội Nghiên cứu UFO Luân Đôn (London UFO Research Association), được thành lập vào năm 1959, hợp nhất với Hiệp hội UFO Anh (British UFO Association, viết tắt BUFOA) để hình thành BUFORA vào năm 1964.

### Úc
Cục Đĩa bay Úc (Australian Flying Saucer Bureau, viết tắt AFSB) và Hội Nghiên cứu Đĩa bay Úc (Australian Flying Saucer Research Society, viết tắt AFSRS) là những nhóm UFO đầu tiên được thành lập ở Úc, với cả hai được thành lập vào đầu những năm 1950. Trung tâm Nghiên cứu UFO nước Úc (Australian Centre for UFO Studies, viết tắt ACUFOS) được thành lập năm 1974 với các mối liên kết đến CUFOS của Mỹ. Các nhóm UFO Úc hiện đang hoạt động khác bao gồm Hội Nghiên cứu UFO Victoria (Victorian UFO Research Society, viết tắt VUFORS), Mạng lưới Nghiên cứu UFO Úc (Australian UFO Research Network, viết tắt AUFORN), và Nhóm Nghiên cứu UFO Queensland (UFO Research Queensland, viết tắt UFORQ).

### Thụy Sĩ
Freie Interessengemeinschaft für Grenz- und Geisteswissenschaften und Ufologiestudien (Cộng đồng tự do quan tâm đến Ranh giới giữa Khoa học Tâm linh và Nghiên cứu UFO học) (FIGU) là một tổ chức phi lợi nhuận, nộp thuế được thành lập theo tên được đề cập. Tổ chức này do Eduard Albert Meier (Billy Meier) thành lập vào năm 1996 với trụ sở chính đặt tại Schmidrüti, Thụy Sĩ.

### Các tổ chức hoài nghi
Ủy ban Điều tra Hoài nghi (Committee for Skeptical Inquiry, viết tắt CSI), mặc dù không phải là một tổ chức UFO, đã điều tra nhiều trường hợp UFO và đưa ra một đánh giá mang tính hoài nghi về hiện tượng trong các ấn phẩm của nó, thường nằm trong tạp chí Skeptical Inquirer. Được thành lập dưới dạng Ủy ban Điều tra Khoa học các Tuyên bố về Hiện tượng Siêu nhiên (Committee for the Scientific Investigation of Claims of the Paranormal, viết tắt CSICOP) năm 1976 bởi giáo sư triết học Paul Kurtz, ủy ban nổi tiếng với các nhà khoa học thành viên và những người hoài nghi, chẳng hạn như Carl Sagan, Isaac Asimov, Philip J. Klass, Ray Hyman, James Randi và Martin Gardner. Hội Hoài nghi (Skeptics Society), do sử gia khoa học Michael Shermer thành lập vào năm 1992, cũng đã nhắc đến vấn đề UFO trong tạp chí Skeptic.

### Ngày UFO Thế giới
Ngày UFO Thế giới là một ngày để mọi người tụ tập lại với nhau và ngắm bầu trời để xem những vật thể bay không xác định. Mục tiêu của lễ kỷ niệm ngày 2 tháng 7 là nâng cao nhận thức về những phát hiện trong sự kiện Roswell, và nhận được sự ủng hộ trong việc buộc các chính phủ phải "nói ra sự thật về những chuyến viếng thăm Trái Đất từ những sinh vật ngoài vũ trụ". Ngày này được tổ chức tại Mỹ, Anh, Đức, Canada, Trung Quốc, Thái Lan, Bỉ, Hồng Kông, Ấn Độ, Indonesia, Nhật Bản, Hà Lan, Nam Phi, Đài Loan, Thổ Nhĩ Kỳ, Cộng hòa Séc, Úc, Tây Ban Nha, Hàn Quốc, Brasil, Ý, Pháp, Nigeria, Phần Lan, Áo và Ba Lan.